# Taeyeon, Butterfly Kiss
Tournées par Taeyeon
Persona
(2017)
TAEYEON, Butterfly Kiss est la première tournée de la chanteuse sud-coréenne Taeyeon du groupe Girls' Generation, qui a eu lieu en 2016.

## Contexte
Le 26 mars 2016, SM Entertainment avait officiellement donné deux dates pour Séoul au Parc olympique de Séoul le 23 et 24 avril. Cependant le 30 mars, l'agence de la chanteuse annonce que les dates de la tournée ont été repoussées pour pouvoir mieux organiser celle-ci.
Le 24 mai 2017, c'est Taeyeon elle-même qui donne les nouvelles dates des concerts. On apprend donc que la tournée coréenne aura lieu deux fois à Séoul le 9 et 10 juillet ainsi que deux autres fois au KBS Hall de Busan le 6 et 7 août. 

## Dates des concerts
| Date            | Ville | Pays         | Lieu                    |
| --------------- | ----- | ------------ | ----------------------- |
| 9 juillet 2016  | Séoul | Corée du sud | Parc olympique de Séoul |
| 10 juillet 2016 | Séoul | Corée du sud | Parc olympique de Séoul |
| 6 août 2016     | Busan | Corée du sud | KBS Hall                |
| 7 août 2016     | Busan | Corée du sud | KBS Hall                |

## Personnels
- Artistes: Taeyeon et Dean (invité pour chanter Starlight)
- Organisateurs : SM Entertainment et Dream Maker Entertainment
- Sponsors: YES24